# 유제프 마리아 보헨스키

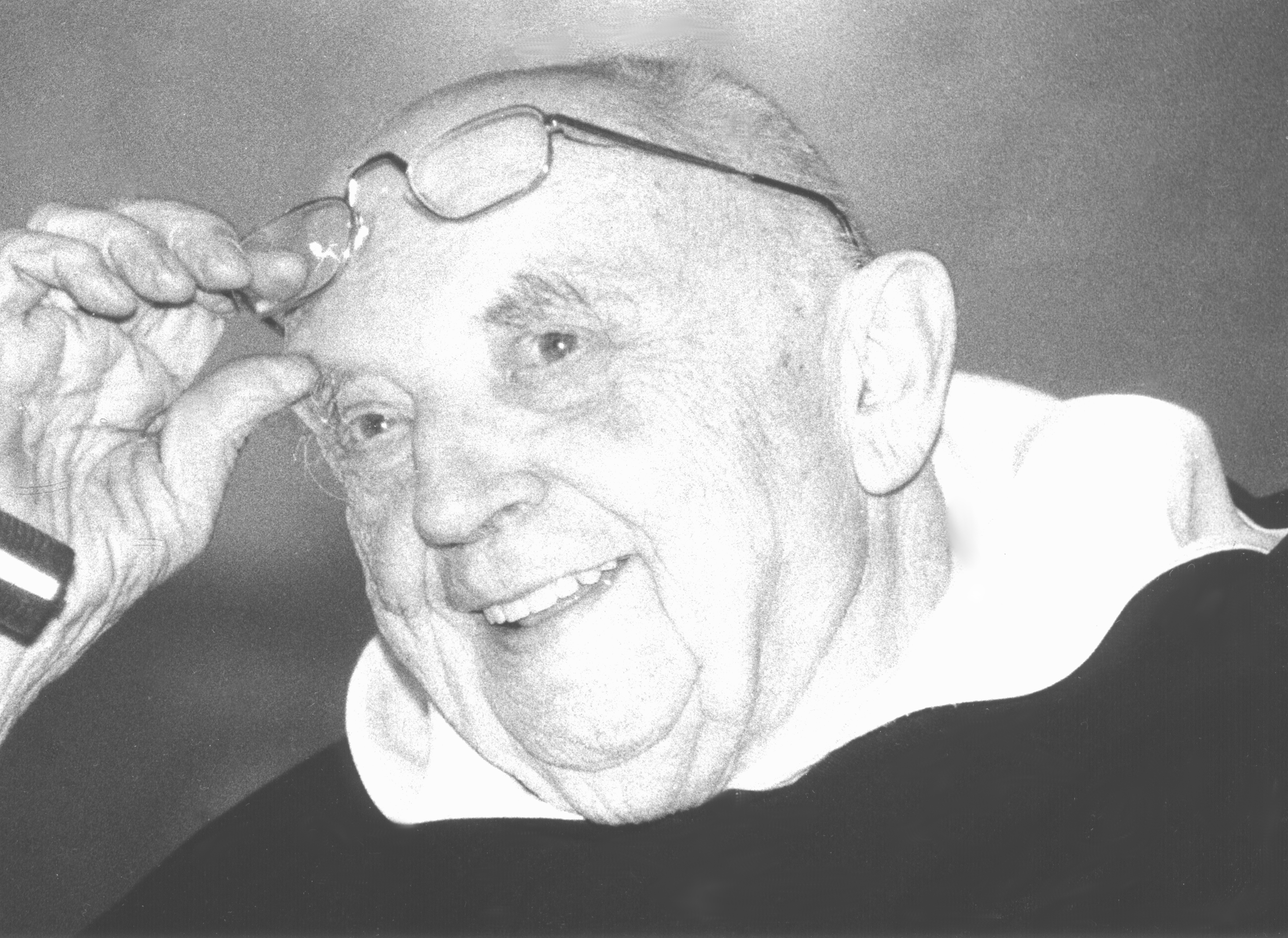

유제프 마리아 보헨스키(폴란드어: Józef Maria Bocheński, 1902년 8월 30일 ~ 1995년 2월 8일)는 폴란드 태생의 철학자이다. 현대논리학의 거장이라고 일컬어진다.

## 생애
1902년 폴란드 추슈프(Czuszów)에서 태어났다. 렘베르크 대학교에서 법학을, 포즈난 대학교에서 경제학을 공부하였다. 이후 1927년 도미니코 수도회에 들어가 수도자가 되었다. 1928년부터 스위스의 프리부르 대학교에서 철학을 전공하였고, 1931년 철학박사 학위를 취득하였다. 1931년부터 로마의 안젤리쿰 대학교에서 신학을 공부하였으며, 1934년에 신학박사 학위를 받았다. 이후 안젤리쿰 대학교의 논리학 교수가 되어 1940년까지 논리학을 강의하였다.
제2차 세계 대전 기간에 군종신부로서 참전하였고 전쟁 포로가 되었다가 도망쳤다. 1945년부터 약 20년간 프리부르 대학교의 철학 교수, 학부장, 그리고 학장을 역임하였다. 노트르담 대학교, 캘리포니아 대학교, 캔자스 대학교, 피츠버그 대학교, 에드먼턴 대학교 등 유럽과 미국 등지에서 후학을 양성하며 연구하였다. 1972년에 정년 퇴임했으며, 1995년 스위스 프리부르에서 사망하였다.

## 같이 보기
- 교환법칙
- 폴란드 철학사